# Кищенко
Кищенко — селище Шахтарської міської громади Горлівського району Донецької області, Україна. Населення становить 36 осіб. Відстань до райцентру становить близько 7 км і проходить переважно автошляхом місцевого значення.

## Населення
За даними перепису 2001 року населення селища становило 36 осіб, із них 55,56 % зазначили рідною мову українську та 44,44 %— російську.